# Гоце Стојчевски
Гоце Стојчевски - Амбарче (Тетово, 26. новембар 1919 — Беличица, код Гостивара, 19. септембар 1944), учесник Народноослободилачке борбе и народни херој Југославије.

## Биографија
Рођен је 26. новембра 1919. године у Тетову, у занатлијској породици. Основну школу и два разреда гимназије завршио је у родном граду. Отац му је био хапшен од власти Краљевине Југославије, јер је јавно истицао своју македонску националност.
Револуционарни омладински покрет у Тетову задобио је већи замах 1939. године. Гоце се налазио међу активнијим омладинцима, па је изабран за библиотекара омладинске читаонице. У јулу 1940. године примљен је у чланство Комунистичке партије Југославије, а одмах затим постао је члан Месног повереништва КПЈ за Тетово. Првих месеци 1941. године постао је секретар Месног комитета КПЈ.
После италијанске окупације Тетова, као партијски секретар, он је и даље одржавао везу са Скопљем, преко границе између италијанске и бугарске окупационе зоне. Радио је и на припремању оружаног устанка у свом крају. Његов дом постао је место где су се окупљали прокомунистички оријентисани људи из тетовског краја. Поред тога што је упућивао људе у Скопље, јула 1941. године, пошао је и само тамо како би се састао са партијским руководиоцима, консултовао се и проверио ставове које је узимао у лецима који су дељени. Са собом је носио један такав летак, али је на граници био ухваћен и код њега је пронађен илегални материјал. Био је враћен у карабињерску станицу у Тетову, где је био подвргнут мучењу, али ништа није признао. Из Тетова је био спроведен у Тирану.
После неколико месеци, пуштен је из затвора. Вратио се у Тетово, где се одмах укључио у партијски рад. Тада је у Тетову боравио Кузман Јосифовски, који је Гоцету помагао у раду. Први задатак био је да се формира партизански одред. Почетком априла 1942. успео је да формира мали одред, али са недовољно наоружаним људима. Постао је политички комесар одреда. Одред је ускоро био нападнут од јаких непријатељских снага и разбијен. У тој борби, Гоце је био тешко рањен и заробљен. Опет је одведен у Тирану, где је био осуђен на петнаест година робије. У затвору се налазио до капитуалције Италије, септембра 1943. године. Тада је пуштен из затвора и вратио се у Тетово, где је учествовао у политичком раду све до марта 1944. године. Тада се прикључио партизанским јединицама у кумановском крају.
У пролећној офанзиви македонских партизанских јединица, Гоце се истакао у борбама. Тада је био политички комесар чете. Због прихватања нових бораца из тетовског краја, августа 1944. године поново је био упућен на овај терен. Међутим, 19. септембра код села Беличице, његова група је наишла на балистичку заседу, против које је за време борбе Гоце погинуо.
У његов спомен, хемијско-текстилна средња школа у Тетову носи његово име.
Указом председника Федеративне Народне Републике Југославије Јосипа Броза Тита, 11. октобра 1953. године, проглашен је за народног хероја.